# Samy Schiavo
Pour les articles homonymes, voir Schiavo.
Samy Schiavo né le 24 décembre 1975 à Avignon est un combattant français de MMA ayant combattu à l'UFC après avoir combattu au Cage Rage.
Avec son frère et coach James Schiavo, ils ont fondé la Bushido Académie en 1999 avec le but de promouvoir le MMA en France et d’entraîner des combattants.

## Palmarès en MMA
| Résultat | Record | Adversaire      | Méthode                         | Événement                       | Date              | Round | Temps | Lieu                     |
| -------- | ------ | --------------- | ------------------------------- | ------------------------------- | ----------------- | ----- | ----- | ------------------------ |
| Défaite  | 10-6   | Per Eklund      | Soumission (Rear Naked Choke)   | UFC 89: Bisping vs. Leben       | 18 octobre 2008   | 3     | 1:47  | Birmingham, Angleterre   |
| Défaite  | 10-5   | Clay Guida      | TKO (Punches)                   | UFC Fight Night 13              | 2 avril 2008      | 1     | 4:15  | Broomfield, Colorado     |
| Victoire | 10-4   | Paul Jenkins    | Soumission (Arm-Triangle Choke) | Cage Rage - Contenders          | 29 septembre 2007 | 1     | 4:06  | Dublin, Irlande          |
| Victoire | 9-4    | Mark Dayrell    | TKO (Punch)                     | Cage Rage - Contenders 5        | 26 mai 2007       | 1     | 0:08  | Dublin, Irlande          |
| Victoire | 8-4    | Chris Stringer  | KO (Punches)                    | Cage Wars                       | 21 avril 2007     | 1     | 0:18  | Belfast, Irlande du Nord |
| Victoire | 7-4    | Bruno Freitas   | TKO (Strikes)                   | Climax Fighting Championships 2 | 12 novembre 2006  | 1     | 0:35  | Bercy, France            |
| Victoire | 6-4    | Sami Berik      | Soumission (Rear Naked Choke)   | CWFC - Strike Force 5           | 25 mars 2006      | 1     | 2:32  | Coventry, Angleterre     |
| Victoire | 5-4    | Christophe Bea  | Soumission (Triangle Choke)     | Climax Fighting Championships 1 | 25 février 2006   | 1     | 2:45  | Bercy, France            |
| Défaite  | 4-4    | Eiji Mitsuoka   | Soumission (Rear Naked Choke)   | GCM - D.O.G. 3                  | 17 septembre 2005 | 1     | 2:12  | Tokyo, Japon             |
| Défaite  | 4-3    | Jean Silva      | Soumission (Triangle Choke)     | Cage Rage 9: No Mercy           | 27 novembre 2004  | 1     | 4:40  | Londres, Angleterre      |
| Défaite  | 4-2    | Robbie Olivier  | Soumission (Rear Naked Choke)   | Cage Rage 7: Battle of Britain  | 10 juillet 2004   | 1     | 2:34  | Londres, Angleterre      |
| Victoire | 4-1    | Paul Sutherland | TKO (Punches)                   | Cage Rage 5: Valentine's Brawl  | 15 février 2004   | 1     | 0:14  | Londres, Angleterre      |
| Défaite  | 3-1    | Jean Silva      | Soumission (Arm Triangle Choke) | CWFC 2: Fist of Fury            | 30 novembre 2002  | 3     | 3:47  | Londres, Angleterre      |
| Victoire | 3-0    | Brian Woodward  | Soumission (Rear Naked Choke)   | Cage Wars 1                     | 23 février 2002   | 1     | 0:22  | Portsmouth, Angleterre   |
| Victoire | 2-0    | Stephane Jamet  | Soumission (Guillotine Choke)   | French MMA Open                 | 21 novembre 2001  | 1     | 0:29  | Paris, France            |
| Victoire | 1-0    | Shinya Tsuchida | Décision (Majorité)             | Golden Trophy 2000              | 18 mars 2000      | 3     | 5:00  | Orléans, France          |